# Сликарска књига са Атоса
Сликарска књига са Атоса је приручник византијског сликарства који је у првој трећини 18. века саставио сликар и монах Дионисије на Атосу. Приручник се заснива на старијим предањима и доступан је само у преписима. Обухвата технику сликања, иконографију и композицију икона, као и упутства о правом месту за њихово постављање.